# Ermerico

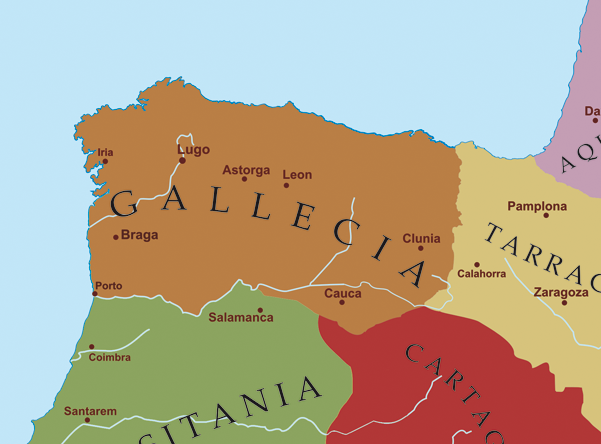
Carta della provincia romana di Gallaecia all'inizio del V secolo d.C. immediatamente prima dell'arrivo dei suebi o svevi di Ermerico

Ermerico (in latino: Hermericus; Hermerico in galiziano, in Portoghese e Spagnolo, Hermeric in catalano; ... – 441) è stato re dei Suebi di Gallaecia, dal 409 fino alla sua morte.

## Origine
Non si hanno notizie circa i suoi ascendenti.

## Biografia
Agli inizi del V secolo guidò parte del suo popolo, di origine germanica, sulla riva orientale del Reno, nel corso di una migrazione che comprendeva anche Vandali e Alani. Attraversato il Reno e poi la Gallia, data l'allentata sorveglianza delle truppe romane a protezione dei valichi pirenaici, li condusse, nel 409, attraverso i Pirenei e il paese dei Baschi, nelle fiorenti campagne iberiche devastando per due anni le province occidentali e meridionali.

Anche Gregorio di Tours, nel suo Historia Francorum, Isidoro di Siviglia, nel suo Isidori Historia Gothorum, Wandalorum, Sueborum e Idazio, nella sua Idatii episcopi Chronicon riportano l'arrivo dei Suebi nella penisola iberica.

Secondo lo storico Ludwig Schmidt, quando i Suebi arrivarono nella penisola iberica erano pagani.
Dopo aver adottato un atteggiamento più pacifico ottennero da Roma lo status di foederati, in cambio del giuramento di fedeltà all'imperatore (410). Nel 411, l'imperatore assegnò loro delle terre, tramite sorteggio; ai Suebi ed ai Vandali Asdingi toccò la Gallaecia, ai Vandali Silingi la Betica ed agli Alani, la popolazione più numerosa, la Lusitania e la Chartaginensis (con capitale Cartagena), e ai maggiori proprietari terrieri romani dovettero cedero circa un terzo delle loro terre.
Posero la capitale a Bracara Augusta, la moderna città di Braga in Portogallo, che prima era stata la capitale della provincia Romana di Gallaecia, ed ora diveniva la capitale del nuovo regno suebo (o svevo).
La pace durò solo pochi anni e già nel 416 il re visigoto Walia si presentò, a nome dell'imperatore, nella penisola iberica con un possente esercito per liberare la penisola dai barbari: attaccò per primi i Vandali Silingi che, dopo diversi scontri, nel 418, furono annientati ed il loro re, Fredbal, fu inviato prigioniero a Ravenna, dall'imperatore. Poi toccò agli Alani, che duramente sconfitti, decisero di fondersi con i Vandali Asdingi. Solo il richiamo di Walia salvò i Suebi ed i Vandali dal genocidio.
I Vandali Asdingi attaccarono allora i Suebi di Ermerico costringendoli a ritirarsi verso i Monti Cantabrici; dopo che Ermerico aveva tentato nuovi approcci con l'imperatore Onorio, sempre nel 418, ottenne lo statuto di federato e nel 419 arrivarono le truppe romane di soccorso che costrinsero i Vandali nella Betica; per questo, quando i Vandali, nel 422, si sollevarono, i Suebi non parteciparono alla ribellione.

Comunque il re vandalo, Genserico, prima di imbarcarsi a Tarifa per la traversata verso il Nordafrica, nel 429, in una cruenta battaglia a Merida, sconfisse i Suebi, che stavano invadendo il territorio vandalo.
Nel 430 i Suebi depredarono la Galizia.
Ermerico ottenne lo stato di federato nuovamente nel 437 e poi nel 438.
Nel 438 Ermerico, a causa di una grave malattia, che lo aveva colpito quattro anni prima, fu costretto ad associare al potere il figlio Rechila.
Ermerico morì nel 441, dopo 32 anni, lasciando il trono al figlio, Rechila, come conferma anche Isidoro di Siviglia (Quibus praefuit in Spaniis Ermericus annis XXXII).

## Matrimonio e discendenza
Ermerico sposò una donna di cui non si conosce né il nome né gli ascendenti, che gli dette un figlio:
- Rechila (?-448), re dei Suebi di Gallaecia[4].

### Fonti primarie
- (LA)  "Saint+Gregory+(Bishop+of+Tours)"&printsec=frontcover Historia Francorum.
- (LA)  #ES Isidori Historia Gothorum, Wandalorum, Sueborum.
- (LA)  #ES Idatii episcopi Chronicon.

### Letteratura storiografica
- M. Manitius, Le migrazioni germaniche, 378-412, in Storia del mondo medievale, vol. I, 1999,  pp. 246-274.
- Ludwig Schmidt, I suebi, gli alani, e i vandali in Spagna. La dominazione vandalica in Africa 429-533, in Storia del mondo medievale, vol. I, 1999,  pp. 301-319.